# Otwierżyce
Otwierżyce (biał. Атвержычы; ros. Отвержичи) – wieś na Białorusi, w obwodzie brzeskim, w rejonie stolińskim, w sielsowiecie Mańkowicze, nad Horyniem.
Znajduje tu się cmentarzysko kultury zarubinieckiej, odkryte w 1955 oraz parafia prawosławna pw. św. Jana Kronsztadzkiego, z cerkwią zbudowaną w 1992.

## Historia
Dawniej własność Radziwiłłów. W dwudziestoleciu międzywojennym leżały w Polsce, w województwie poleskim, w powiecie stolińskim, w gminie Stolin. Po II wojnie światowej w granicach Związku Sowieckiego. Od 1991 w niepodległej Białorusi.